# Рейнольдс, Аластер (футболист)
Аластер Дэвид Рейнольдс (англ. Alastair David Reynolds; род. 2 сентября 1996, Эдинбург) — шотландский футболист, полузащитник клуба «Неа Саламина».

## Клубная карьера
Футболом начал заниматься в академии «Хиберниана». После переезда на Кипр стал обучаться в системе лимасольского «Аполлона», с котором в 17 лет подписал свой первый профессиональный контракт. Дебютировал в команде в чемпионате Кипра 18 мая 2013 года в дерби с АЕЛ. Рейнольдс вышел в стартовом составе и на 80-й минуте уступил место на поле Кирьякосу Панаги. 2 июля 2015 года дебютировал в еврокубках. В матче первого квалификационного раунда Лиги Европы с молдавским «Саксаном» он на 71-й минуте вышел на замену вместо серба Луки Стояновича.
Сезон 2015/16 провёл в аренде в «Айя Напе». За это время принял участие в 14 матчах чемпионата и одной кубковой игре. Следующий сезон отыграл в «Аполлоне», после чего перебрался в «Неа Саламину», сначала на правах аренды, а начиная с 2018 года — на постоянной основе. Дебютировал в команде 9 сентября 2017 года в игре с АПОЭЛ. Рейнольдс вышел после перерыва вместо Андреаса Каро.

## Личная жизнь
Родился в Эдинбурге. Отец Рейнольдса, ярый поклонник клуба «Рейнджерс», назвал сына в честь своего любимого игрока — Алистера Маккойста. Когда Аластеру было 10 лет, семья переехала из Шотландии на Кипр в связи с тем, что его отец Дэвид получил работу на британской военной базе недалеко от Лимасола.

## Статистика выступлений

### Клубная статистика
| Выступление       | Выступление      | Выступление      | Лига | Лига | Кубки | Кубки | Конт. кубки | Конт. кубки | Итого | Итого |
| Клуб              | Лига             | Сезон            | Игры | Голы | Игры  | Голы  | Игры        | Голы        | Игры  | Голы  |
| ----------------- | ---------------- | ---------------- | ---- | ---- | ----- | ----- | ----------- | ----------- | ----- | ----- |
| Аполлон (Лимасол) | Дивизион А       | 2012/13          | 1    | 0    | 0     | 0     | 0           | 0           | 1     | 0     |
| Аполлон (Лимасол) | Дивизион А       | 2014/15          | 1    | 0    | 0     | 0     | 0           | 0           | 1     | 0     |
| Аполлон (Лимасол) | Дивизион А       | 2015/16          | 0    | 0    | 0     | 0     | 1           | 0           | 1     | 0     |
| Аполлон (Лимасол) | Дивизион А       | 2016/17          | 10   | 0    | 0     | 0     | 1           | 0           | 11    | 0     |
| Аполлон (Лимасол) | Итого            | Итого            | 12   | 0    | 0     | 0     | 1           | 0           | 13    | 0     |
| → Айя Напа        | Дивизион А       | 2015/16          | 14   | 0    | 1     | 0     | 0           | 0           | 15    | 0     |
| → Айя Напа        | Итого            | Итого            | 14   | 0    | 1     | 0     | 0           | 0           | 15    | 0     |
| Неа Саламина      | Дивизион А       | 2017/18          | 27   | 0    | 2     | 0     | 0           | 0           | 29    | 0     |
| Неа Саламина      | Дивизион А       | 2018/19          | 10   | 0    | 2     | 0     | 0           | 0           | 12    | 0     |
| Неа Саламина      | Дивизион А       | 2019/20          | 12   | 0    | 1     | 0     | 0           | 0           | 13    | 0     |
| Неа Саламина      | Итого            | Итого            | 49   | 0    | 5     | 0     | 1           | 0           | 55    | 0     |
| Всего за карьеру  | Всего за карьеру | Всего за карьеру | 75   | 0    | 6     | 0     | 1           | 0           | 82    | 0     |